# 马蔺
马蔺（学名：Iris lactea var. chinensis）为鸢尾科鸢尾属下的一个变种。

## 延伸阅读
[在维基数据编辑]
 《欽定古今圖書集成·博物彙編·草木典·馬藺部》，出自陈梦雷《古今圖書集成》
- 維基物種上的相關：马蔺